# Духовников Сергій Фрідріхович
Сергій Фрідріхович Духовников (рос. Сергей Фридрихович Духовников; нар. 2 червня 1955) — радянський футболіст, нападник. Тренер.

## Життєпис
Проживав у третьому селищі ГЕС Іркутська, займався у клубі «Блискавка» у Віктора Максимова. З 13 років — у футбольній школі «Тркд», тренер — Олександр Вєдєнєєв. Розпочинав грати на позиції центрального захисника, а потім був переведений у напад. Викликався до юнацької збірної СРСР, якою керував Сергій Мосягін, але на поле не виходив.
1972 року дебютував у другій лізі першості СРСР у складі команди «Аерофлот» (Іркутськ). 1974 року під час армійської служби почав грати за СКА (Хабаровськ). У 1975 році перейшов до СКА (Ростов-на-Дону).
У матчі з дублем московського «Спартака» зазнав тяжкої травми — деформуючого артрозу гомілкостопа, внаслідок чого всю кар'єру грав незважаючи на біль. 1976 року повернувся до іркутської команди. 1979 року перейшов у команду першої ліги «Кузбас» (Кемерово), у 1982—1984 роках знову грав за «Зірку» (Іркутськ).
По завершенні кар'єри працював викладачем у політехнічному інституті, але 1986 рік відіграв у складі «Атлантики» (Севастополь).
Закінчив Іркутський технікум фізичної культури (1978). Тренер-викладач з футболу у ДЮСШ № 7 Іркутська. Серед вихованців — Роман Зобнін.